# باب گرهارت
باب گرهارت (انگلیسی: Bob Gerhardt; ۳ اکتبر ۱۹۰۳ – ۲۳ ژانویهٔ ۱۹۸۹) قایقران روئینگ اهل ایالات متحده آمریکا بود.